# Ferdinand de Lesseps (rose)
'Ferdinand de Lesseps' est un cultivar de rosier obtenu en 1869 par le rosiériste français Eugène Verdier fils (1828-1902). Ce rosier a été créé pour fêter l'inauguration du canal de Suez et doit son nom à son ingénieur, Ferdinand de Lesseps (1805-1894).

## Description
Le buisson de ce rosier s'élève à 120 cm pour 90 cm d'envergure. Il offre des fleurs globuleuses de couleur pourpre aux reflets magenta très parfumées aux notes fruitées. Ses roses doubles délicates (17-25 pétales de pourtour et plus de 60 en ensemble) sont grandes en forme de coupe. Leur floraison s'étale tout l'été.
La zone de rusticité de 'Ferdinand de Lesseps' est de 6b à 9b. Il a besoin d'être taillé en février-mars. Ce rosier nécessite d'être planté dans une situation ensoleillée.

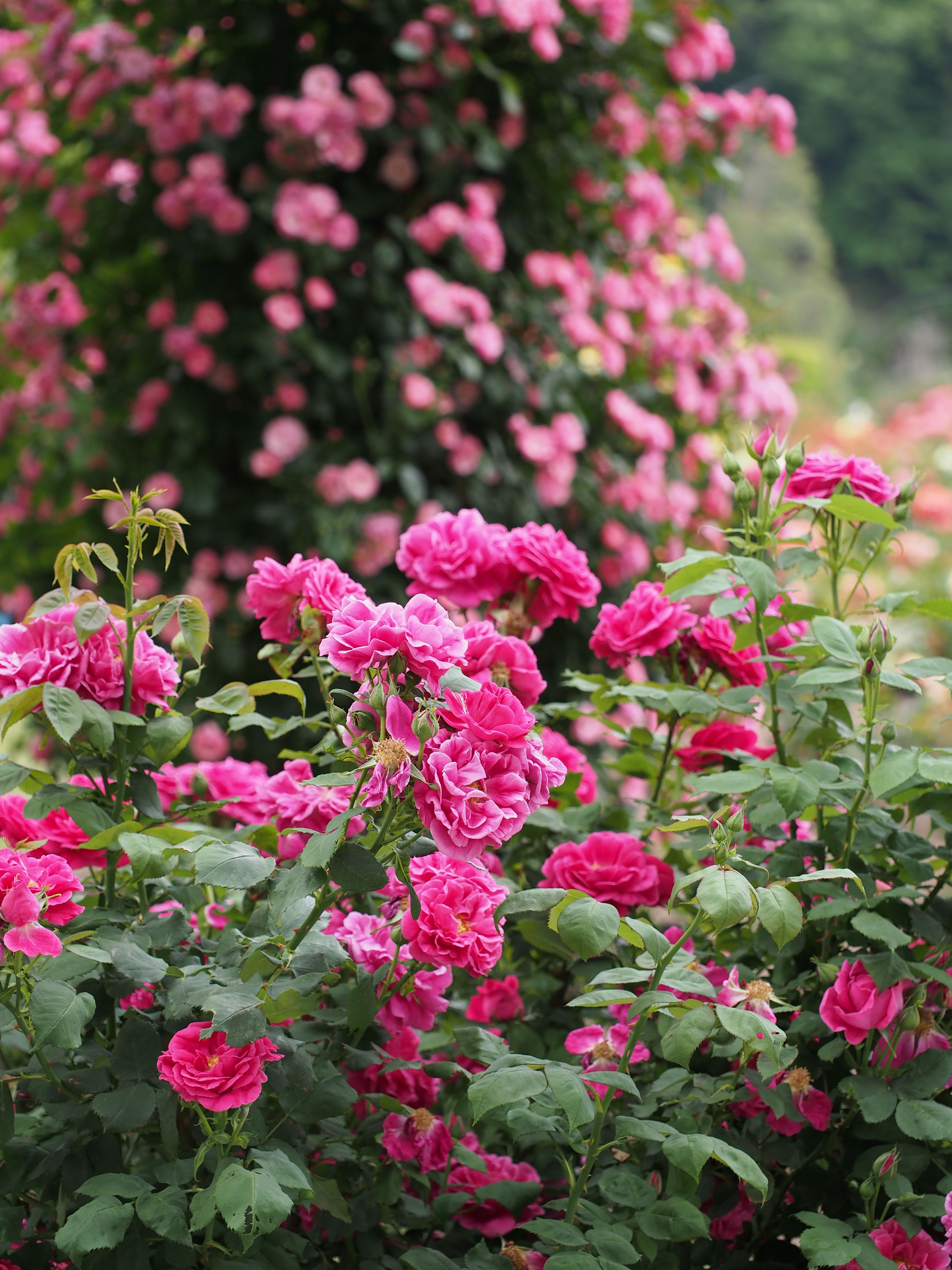
Buisson de roses 'Ferdinand de Lesseps'.